# Ana María Gazmuri
Ana María Gazmuri Vieira (Santiago, 22 de enero de 1966)es una actriz, activista y política chilena. Conocida por su participación en diversos teleseries y programas de televisión, destacando Teatro en Chilevisión durante nueve años. Es fundadora y directora ejecutiva de Fundación Daya, organización que promueve el uso de cannabis medicinal. Actualmente es diputada de Acción Humanista.

## Primeros años de vida
Hija del ingeniero agrónomo Renato Gazmuri Schleyer y de la socióloga y escritora Ana María Vieira, es la mayor de seis hermanos. hermana de la también actriz Victoria Gazmuri y sobrina de María Olivia Gazmuri Schleyer. Realizó sus estudios de primero a tercero básico en Necochea (Argentina), y luego regresó a Chile para seguir con sus estudios primarios en los colegios La Maisonette, Lo Castillo y el Liceo 14. Primero entró a estudiar periodismo en la Pontifica Universidad Católica de Chile, pero al año siguiente entró a estudiar teatro con Fernando González.

### Matrimonios, relaciones e hijos
Fue pareja del director de Tv, Ricardo Vicuña, entre 1988-1990. Estuvo casada con el director de televisión Cristián Mason, con quien tuvo un hijo, Ian Mason Gazmuri. Se separaron durante la década de 2000 y su divorcio se hizo efectivo en 2014.Tiene otra hija, Camila Téllez Gazmuri.Actualmente está casada con Nicolás Dormal, director de desarrollo de Fundación Daya.

## Vida artística
Su debut en televisión fue con la telenovela Bellas y audaces (1988) con el rol protagónico de Fernanda, donde compartió créditos con Sonia Viveros, Osvaldo Silva y Luz Jiménez, para consagrarse en Ámame (1993) como Francisca García-Méndez. Posteriormente, desde 2003 hasta 2012, formó parte del elenco estable de actores comediantes de Chilevisión en Teatro en Chilevisión. Llegó a la pantalla grande con la película Todo por nada (1989), de Alfredo Lamadrid, El País de Octubre y ¡Viva el novio! (1990).  

## Vida política
Fue Directora Ejecutiva de Fundación Daya hasta diciembre de 2021. Daya fue fundada por ella y Nicolás Dormal, la cual promueve el uso de terapias alternativas, principalmente el cannabis medicinal. En el Centro Médico Cannábico de Fundación Daya se han atendido más de 50.000 pacientes, quienes son acompañados en su proceso por médicos y terapeutas especializados. Los pacientes aprenden a cultivar las cepas de cannabis medicinal prescritas por sus médicos, asistiendo a los talleres que semana a semana se imparten en Daya. Luego de realizada su cosecha, asisten a talleres de preparados, donde apremden fórmulas simples de extracción y macerados, además de cremas. También en su rol de directora ejecutiva de Fundación Daya a liderado la defensa de los usuarios de cannabis medicinal, mediante un vínculo de cooperación con la Defensoría Penal Pública de Chile.
Ingresó a militar al partido Revolución Democrática el año 2016, en medio del proceso de legalización del partido. Si bien estaba considerada para ser candidata a diputada en las elecciones parlamentarias de 2017 por el distrito 14, finalmente Gazmuri desistió a través de una carta, aludiendo a que prefería enfocarse en su trabajo en la Fundación Daya, pero también manifestándose críticamente contra el partido por haber impedido la candidatura parlamentaria de Javiera Parada tras haber chocado en estado de ebriedad. En consecuencia, su cupo lo ocupó Renato Garín. Postuló al puesto de consejera política del partido en la lista La Nueva Revolución, presidida por Catalina Pérez el año 2019, la cual ganó con un 50,9%. Sin embargo, el 9 de julio del mismo año renunció al cargo y a la militancia tras discrepancias acerca del cultivo de cannabis, en particular con Cristóbal Cuadrado, dirigente del Colegio Médico.
Fue vocera del candidato presidencial del Partido Comunista, Daniel Jadue, quien compitió en las primarias de Apruebo Dignidad en 2021.
Se inscribió como candidata a diputada en las elecciones parlamentarias de 2021 como independiente bajo cupo del partido Comunes en el distrito 12, en la lista del conglomerado Apruebo Dignidad. En los comicios del 21 de noviembre fue elegida con el 7,2% de los votos.
El 19 de marzo de 2022, se unió al movimiento Acción Humanista, en el contexto de su proceso de legalización.

## Filmografía
| Año  | Título             | Papel              |
| ---- | ------------------ | ------------------ |
| 1989 | Todo por nada      | Alejandra          |
| 1990 | El país de octubre | Pamela             |
| 1990 | ¡Viva el novio!    | Florencia Lombardi |

| Año  | Título           | Papel                   | Ref.                        |
| ---- | ---------------- | ----------------------- | --------------------------- |
| 1988 | Bellas y audaces | Fernanda Cabral         | Antagonista; 101 episodios  |
| 1989 | Bravo            | Cecilia Lira            | Elenco principal            |
| 1990 | Acércate más     | Cristina Lecaros        | Elenco principal            |
| 1993 | Jaque mate       | Moureen del Río         | Elenco principal            |
| 1993 | Ámame            | Francisca García-Méndez | Antagonista; 97 episodios   |
| 1995 | Amor a domicilio | Rosario Undurraga       | Elenco principal            |
| 1996 | Loca piel        | Paula Greene            | Elenco principal            |
| 1997 | Santiago city    | Gloria Vergara          | Protagonista; 68 episodios  |
| 1998 | A todo dar       | Deborah Falco           | Antagonista; ¿? episodios   |
| 2000 | Corazón pirata   | Mercedes Muñoz          | Elenco principal            |
| 2001 | Piel canela      | Oriana Marín            | Elenco principal            |
| 2008 | Mala conducta    | Georgette Ventura       | Elenco principal            |
| 2010 | Mujeres de lujo  | Rosemary Luhr           | Sin acreditar; ¿? episodios |

### Series y unitarios
| Serie de televisión | Serie de televisión          | Serie de televisión | Serie de televisión | Serie de televisión |
| Año                 | Series y unitarios           | Rol                 | Canal               |                     |
| ------------------- | ---------------------------- | ------------------- | ------------------- | ------------------- |
| 1990                | Crónica de un Hombre Santo   | Rosa Markmann       | Canal 13            |                     |
| 1993                | La Patrulla del Desierto     | Constanza Larrondo  | Canal 13            |                     |
| 1995                | Tuti Cuanti                  | Varios Personajes   | Canal 13            |                     |
| 1996                | Amor a domicilio, la comedia | Camila Undurraga    |                     |                     |
| 2004                | Don Floro                    | Carmen              | Mega                |                     |
| 2004                | Xfea2                        | Perla Montero       | Mega                |                     |
| 2007                | Karkú                        | Rebeca Cruz         | TVN                 |                     |
| 2010                | Infieles                     | Rosario             | Chilevisión         |                     |
| 2011                | Vampiras                     | Samantha            | Chilevisión         |                     |

### Programas de televisión
- Sábados Gigantes (Canal 13, 1989) - Jurado
- La Iguana Show (Canal 13, 1992)
- Sábado Gigante Internacional (Univision, 1995) - Jurado e invitada.
- Teatro en Chilevisión (2003-2012) - reparto principal
- Dudo (Canal 13, 2013) - Invitada
- Más vale tarde (Mega, 2013) - Invitada